# Massif du Pic-du-Midi-d'Arrens
Le massif du Pic-du-Midi-d'Arrens, est un massif de montagnes de la chaîne des Pyrénées situé dans le département des Hautes-Pyrénées en région Occitanie, en France. Il mesure 17 km de long pour 4 km de large, et culmine au soum de Bassia du Hoo (42° 53′ 02″ N, 0° 15′ 04″ O) à 2 571 mètres,,.
Le massif est délimité à l'ouest par la vallée d'Arrens et à l'est par la vallée d'Estaing.
Géologiquement parlant, à cause de la nature plutonique de ses roches et de sa position centrale dans la chaîne, le massif du Pic-du-Midi-d'Arrens fait partie de la zone axiale des Pyrénées.

## Toponymie
Le massif tire son nom du pic du Midi d'Arrens, directement visible depuis les communes d'Arrens-Marsous et d'Estaing. Le nom du vient du fait que, vu depuis Arrens, le soleil se trouve au-dessus du pic à midi.

## Géographie
Le massif du Pic-du-Midi-d'Arrens est délimité à l'ouest par la vallée d'Arrens (gave d'Arrens) et à l'est par la vallée d'Estaing (gave de Labat de Bun dit encore gave d'Estaing). Sa zone nord est dominée par le pic du Midi d'Arrens (2 267 m) tandis que sa zone sud est dominée par le soum de Bassia du Hoo (2 571 m).
Au sud, la vallée d'Estaing se termine au pourtet de Hèche, un col qui la sépare de la haute vallée d'Arrens.
| À compléter                         | À compléter                    | À compléter                          |
| Vallée d'Arrens Massif du Gabizos   | massif du Pic-du-Midi-d'Arrens | Vallée d'Estaing                     |
| Vallée d'Arrens Massif du Balaïtous | Massif de Cauterets            | Vallée d'Estaing Massif de Cauterets |

### Sommets
Liste des principaux sommets.
| Nom du sommet         | Altitude (m) | Vallée                             | Commune                  | Coordonnées                 |
| --------------------- | ------------ | ---------------------------------- | ------------------------ | --------------------------- |
| Soum de Bassia du Hoo | 2 571        | Vallée d'Estaing - Vallée d'Arrens | Arrens-Marsous - Estaing | 42° 53′ 01″ N, 0° 15′ 06″ O |
| Soum de Linsous       | 2 562        | Vallée d'Estaing - Vallée d'Arrens | Arrens-Marsous - Estaing | 42° 50′ 25″ N, 0° 14′ 53″ O |
| Pic de Palouma        | 2 466        | Vallée d'Estaing - Vallée d'Arrens | Arrens-Marsous - Estaing | 42° 52′ 40″ N, 0° 15′ 05″ O |
| Pic de l'Arcoèche     | 2 465        | Vallée d'Estaing - Vallée d'Arrens | Arrens-Marsous - Estaing | 42° 53′ 25″ N, 0° 15′ 02″ O |
| Soum de Liantran      | 2 462        | Vallée d'Estaing - Vallée d'Arrens | Arrens-Marsous - Estaing | 42° 50′ 45″ N, 0° 15′ 00″ O |
| Pic de Clot Bédout    | 2 461        | Vallée d'Estaing - Vallée d'Arrens | Arrens-Marsous - Estaing | 42° 52′ 08″ N, 0° 15′ 00″ O |
| Mont Maou             | 2 442        | Vallée d'Estaing - Vallée d'Arrens | Arrens-Marsous - Estaing | 42° 51′ 39″ N, 0° 15′ 01″ O |
| Soum d'Arraséro       | 2 403        | Vallée d'Estaing - Vallée d'Arrens | Arrens-Marsous - Estaing | 42° 50′ 57″ N, 0° 15′ 03″ O |
| Pic du Midi d'Arrens  | 2 267        | Vallée d'Estaing - Vallée d'Arrens | Arrens-Marsous - Estaing | 42° 55′ 35″ N, 0° 12′ 39″ O |
| Pic Arrouy            | 2 236        | Vallée d'Estaing - Vallée d'Arrens | Arrens-Marsous - Estaing | 42° 55′ 30″ N, 0° 12′ 42″ O |
| Pic de Sarret         | 2 223        | Vallée d'Estaing - Vallée d'Arrens | Arrens-Marsous - Estaing | 42° 54′ 40″ N, 0° 13′ 53″ O |
| Pic de Mousquès       | 2 222        | Vallée d'Estaing - Vallée d'Arrens | Arrens-Marsous - Estaing | 42° 55′ 20″ N, 0° 12′ 53″ O |
| Monesté               | 2 197        | Vallée d'Estaing - Vallée d'Arrens | Arrens-Marsous - Estaing | 42° 54′ 05″ N, 0° 14′ 35″ O |
| Pic de Ralhoun        | 2 173        | Vallée d'Estaing - Vallée d'Arrens | Arrens-Marsous - Estaing | 42° 55′ 07″ N, 0° 13′ 03″ O |
| Pic de Habouret       | 2 036        | Vallée d'Estaing - Vallée d'Arrens | Arrens-Marsous - Estaing | 42° 55′ 51″ N, 0° 12′ 18″ O |

### Géologie

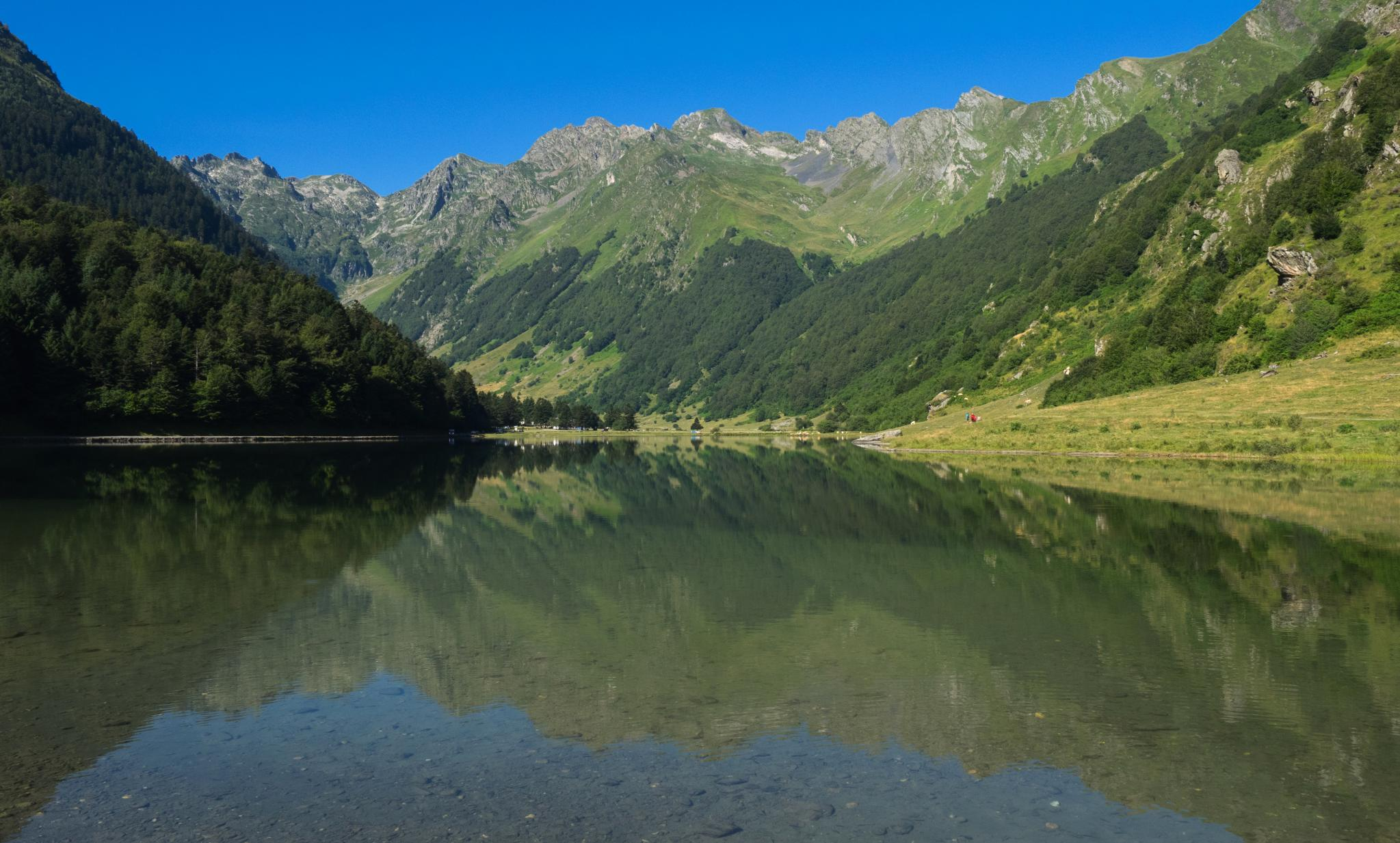
Lac d'Estaing et massif du Pic-du-Midi-d'Arrens. Au centre gauche, le soum de Bassia du Hoo.

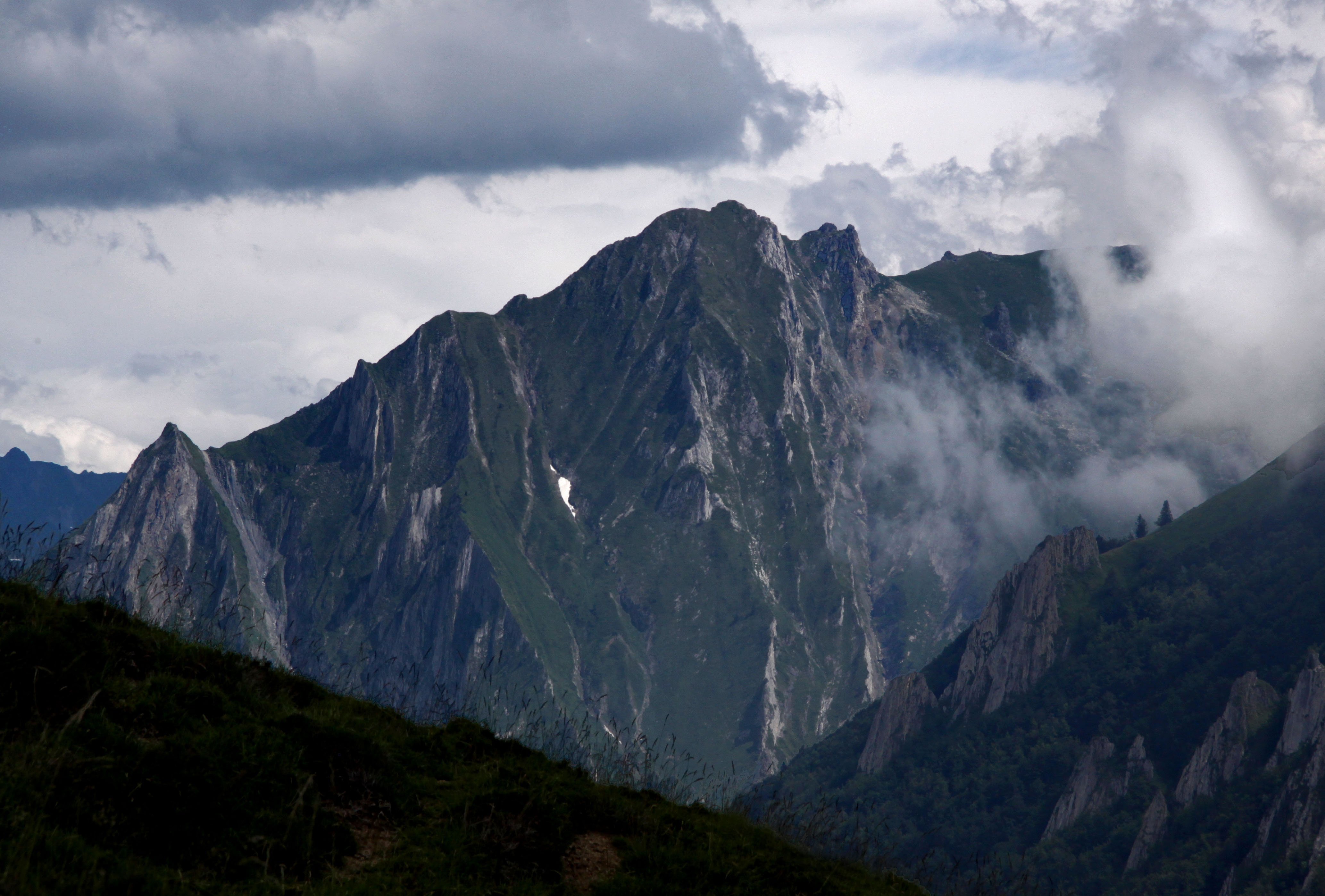
Pic du Midi d'Arrens depuis les hauteurs nord du col du Soulor.

La zone se trouve au sud de la faille nord-pyrénéenne, ce qui classe le massif dans la zone axiale des Pyrénées.
Les roches actuelles de surface sont composées de strates géologiques issues de roches plutoniques de type granodiorite au sud (pluton occidental de Cauterets) formées au cours du Paléozoïque, et de roches sédimentaires au nord datant du Dévonien (prolongement occidental de la nappe de Gavarnie).
Au Paléogène, de −66 à −23 Ma, la remontée vers le nord de la plaque africaine entraîne avec elle la plaque ibérique. Celle-ci, coincée entre la plaque africaine au sud et la plaque européenne au nord, va entrer en collision avec elles, formant la cordillère Bétique au sud et la chaîne des Pyrénées au nord. Au niveau de la zone du massif du Pic-du-Midi-d'Arrens, les roches sont alors progressivement comprimées et remontées en altitude entre −53 et −33 Ma durant l'Éocène, puis l'érosion enlève les roches sédimentaires pour ne laisser à nu que les roches plutoniques actuelles plus dures.

## Histoire
Le versant ouest du pic du Midi d'Arrens abrite d'anciennes mines et bâtiments associés.

## Activités humaines

### Protection environnementale
Plusieurs ZNIEFF couvrent la zone dont principalement :
- ZNIEFF 730012170 dite « massif du Pic-du-Midi-d'Arrens »[4],[8] ;
- ZNIEFF 730011629 dite « hautes vallées des gaves d'Arrens et de Labat de Bun »[9] ;
- ZNIEFF 730011624 dite « val d'Azun et haute vallée du Gave de Cauterets »[10].